# Jorge Casado
Jorge Casado Rodríguez (ur. 26 czerwca 1989 w Madrycie) – hiszpański piłkarz, który gra na pozycji obrońcy w AO Ksanti.